# 竹とんぼ (テレビドラマ)
『竹とんぼ』（たけとんぼ）は、日本テレビ系の月曜スター劇場で1980年11月10日から1981年5月4日まで放映されたテレビドラマ。全26話。

## あらすじ・概要
東京下町を舞台に昔気質の竹細工職人一家を中心に起こる日常の出来事や人間関係を描いたホームドラマである。竹細工店「竹善」の九代目当主で竹細工職人の高村善兵衛には子供が4人いる。13年前に妻を亡くして以来、男手ひとつで育てて来た。長男・信は務めていたスーパーマーケットを辞めて家出。更に二女の智が実は善兵衛の弟の欣三がくに江との間にもうけた子供であるという、善兵衛にしか知らない秘密があった…。その子供たちにまつわる色んな出来事、また家族、兄弟たちの性格の違いとその一家に関わる問題が起きるが周りの人たちが協力しあって解決していく。
主演の宇津井健は、このドラマで誰よりも愛される父親像を目指したという。さらに宇津井は実際に竹工芸店に入門し、手に怪我をしながらも専門家が数年かけて覚える技をマスターしたという。

## 配役
- 高村善兵衛：宇津井健
- 高村信：井上純一
- 高村礼：石野真子 - 長渕剛との結婚により芸能界を引退したため、彼女にとって最後のテレビドラマとなった（2年後の1983年に長渕と離婚し芸能界復帰）。
- 高村智：藤谷美和子
- 高村仁：野村義男
- 高村欣三：石立鉄男
- 松原智恵子
- 佐々木修治：阿部敏郎 - 大学の医学部の学生で、智が結婚したいという相手。
- 佐々木厳：織本順吉 - 修治の父
- 広岡：長塚京三 - 信の先輩で、学習塾を経営
- 石井剛：誠直也 - サッカー部のコーチ
- 石井衣子：吉川雅恵 - 剛の母
- 東林寺くに江：赤座美代子 - 智の生みの母
- くに江の昔の男：鹿内孝
- 広田義郎：下塚誠
- 牛山大五郎：小坂まさる
- 阿部寿美子
- 倉石功
- 及川浩志：筒井純一 - 仁の友人
- 及川佳江：大森暁美 - 浩志の母
- 高村悠介：下元勉 - 善兵衛の父
- 欣三事務所の人々：篠田薫、秋野暢介、関口香保里、白川絹子
- 婦人客：松風はる美
- 葉室志津：渡辺美佐子
- 茂（トクさん）：佐藤英夫
- 堀田忠助：伴淳三郎
- 高村綾子：杉村春子（特別出演） - 善兵衛の母

## スタッフ
- 制作：溝口至
- 脚本
  - 安倍徹郎 （1 - 3話）
  - 稲葉明子 （4 - 8話、11 - 12話、15話 - 26話）
  - 折戸伸弘 （9 - 10話、14話）
  - 渡辺大輔 （13話）
  - 井戸晶雄 （13話）
- 音楽：山本直純
- 技術：小笠原滋
- カメラ：遠藤文章
- ミキサー：八幡久
- 照明：渡瀬治夫
- 音楽効果：門司正一
- 調整：小野繁
- VTR：桜井美紀夫
- メーク：佐藤愛子
- 美術：豊島紘武
- 大道具：水越和夫
- 小道具：川村忠夫
- 衣裳：永井勝治
- 演出助手：高木治男
- 制作補：赤羽根敏男
- 記録：堀口文
- 花：佐藤美智子
- 衣裳協力：きものの三松 / テサント
- スタイリスト：おくだたかこ
- 協力：生田スタジオ / 今英好
- 衣裳協力：桂ブライダルハウス
- プロデューサー：平林邦介
- 演出
  - 結城章介 （1 - 3話、7 - 8話、13 - 14話、25 - 26話）
  - 中山史郎 （5 - 6話、11話、16話）
  - 篠木為八男 （4話、9 - 10話、12話、15話、17 - 24話）
- 製作：日本テレビ

## 主題歌
- 「明日…咲く」（作詞：三浦徳子、作曲：木森敏之、編曲：鈴木茂、唄：パティ）発売：東芝EMI(EWS-17070)